# بن غرق شده
بن غرق شده (به انگلیسی: Ben Drowned) یک کریپی پاستا است که داستان او به بازی افسانه زلدا ماسک ماجورا مرتبط است.

## داستان
بازی The Legend of Zelda: Majora’s Mask برای نینتندو ۶۴ در سال ۲۰۰۰ میلادی منتشر شد. پس از گذشت ۲۰ سال، به نظر می‌رسد که این بازی هنوز رازهایی را درون خود مخفی نگه داشته است. یکی از این رازها به‌تازگی توسط یک برنامه‌نویس پرده‌برداری شده است. او متوجه شده که ستاره‌های آسمان بازی برای همه‌ی بازیکنان یکسان نیستند.
مانند بسیاری دیگر از بازی‌های نقش‌آفرینی، بازی به بازیکنان اجازه می‌دهد نامی برای شخصیت قابل بازی و فایل‌ ذخیره‌ی خود وارد و از آن به جای نام «لینک» استفاده کنند. در حالی که احتمالا بازیکنان فکر می‌کردند که این نام فقط در کات‌سین‌ها و برای متمایز کردن هر فایل ذخیره از یکدیگر استفاده می‌شود، به‌تازگی مشخص شده که نقش مهم‌تری در خاص کردن آسمان بازی برای هر بازیکن داشته است.
در سال 2010 در فرومی به نام فورچان کاربری مطلبی را ارائه داد و ادعا کرد که کارتریج بازی افسانه زلدا: ماسک ماجورایی که او تهیه کرده است تسخیر شده است. او گفت این کارتریج را به صورت دست دوم، بدون جلد و برچسب و تنها با نوشته ماجورا تهیه کرده است، او هنگام اجرا بازی گفت که متوجه شده بازی ریست نشده و یک فایل از صاحب قبلی بازی وجود داره که خیلی راحت خونده میشه "بن"، این کاربر با نادیده گرفتن فایل بن یک بازی جدید رو شروع می کنه، ولی یچیزی درست نبود موسیقی متن بازی عجیب بود و تمام npc های بازی بجای اینکه او را "لینک" شخصیت اصلی بازی صدا بزنند‌ او را با نام "بن" صدا می کردند این مسله بازیکن را ترساند جوری که فایل اصلی با نام "بن" را حذف کرد که ناگهان متنی بر روی صفحه ظاهر شد که می گفت " تو نباید اینکار را انجام می‌دادی" (you shouldn't have done that ) و اوضاع بدتر شد؛ موسیقی متن برعکس شد و او لینک را با نیشخند ترسناکی در بازی دنبال کرد و بعد از این اتفاق ها لینک خیلی راحت در بازی میمیره و بعد از مرگ دوباره نوشته شوم دیگری بر روی صفحه ظاهر می شود که می گوید "با یک سرنوشت شوم رو به رو شدی مگه نه؟" (you've meet with terrible fate haven't you?) سپس او متوجه فایل حذف شده بن می شود که با فایل دیگه ای باز گشته اس و فایل دوم Drowned خوانده می شود که به معنای غرق شده است. و چیزی که این مسئله رو باور پذیر می کنه عکس هایی است که این کاربر برای اثبات در فورچان آپدیت کرده است.